# Magisk realisme
Magisk realisme er en litterær genre inden for realismen, der opstod i 1970- og 1980'erne med udgangspunkt i værkerne af latinamerikanske forfattere som Gabriel García Márquez, Jorge Luis Borges, Isabel Allende og Miguel Ángel Asturias.
Grundlæggende er deres fortællinger præget af socialrealisme kombineret med fantastiske begivenheder, skrøner, drømme og andet fra de eventyrlige genrer.
Magisk Realisme genren kendetegnes endvidere ved, at det magiske er en integreret del af realismen. Der reflekteres ikke over, at handlingen kan krydse grænsen mellem magi og realisme. Alt vises/fortælles fra et realistisk synspunkt. Den japanske forfatter Haruki Murakami hører til denne kategori. Et af hans hovedværker er Kafka on the Shore fra 2002. Murakami er tydeligt inspireret af David Lynch.
De magiske træk deler den sydamerikanske litteratur med den "Nordatlantiske magiske realisme", hvis fremmeste repræsentanter er Halldor Laxness (Island) og William Heinesen (Færøerne). Begge henter stof helt tilbage i den fælles norrøne sagalitteratur. Af danske forfattere er især Ib Michael og Peter Høeg inspireret af den magiske realisme. Især Høeg deler den magiske realisme med Karen Blixen.

## Karakteristika
Den magiske realisme rummer nogle af følgende karakteristika:
- Historiske virkelighed beskrives med tilsyneladende magiske eller uforklarlige hændelser.
- Fantastiske begivenheder i en hverdags tone.
- Fysiske og forklarlige love overskrides, men uden at bryde realismen.